# الجمعية الثورية لنساء أفغانستان
الجمعية الثورية لنساء أفغانستان، منظمة نسائية مقرها كويتا، باكستان، تعمل على تعزيز حقوق المرأة والديمقراطية العلمانية. تأسست عام 1977 من قبل مينا كيشوار كمال، وهي طالبة أفغانية ناشطة اغتيلت في فبراير 1987 بسبب نشاطها السياسي. كان المكتب المبدئي لهذه المجموعة المناهضة للعنف في كابول، أفغانستان، لكنها انتقلت لاحقًا إلى باكستان في أوائل الثمانينيات.
تهدف المنظمة إلى إشراك النساء الأفغانيات في كل من الأنشطة السياسية والاجتماعية التي تهدف إلى الحصول على حقوق المرأة ومواصلة النضال ضد حكومة أفغانستان على أسس ومبادئ ديمقراطية وعلمانية غير أصولية، حيث يمكن للمرأة المشاركة بشكل كامل. تسعى المنظمة جاهدة من أجل نزع السلاح متعدد الأطراف. منذ عام 1977، عارضت الجماعة جميع أنظمة الحكومة الأفغانية: جمهورية أفغانستان الديمقراطية ودولة أفغانستان الإسلامية وإمارة أفغانستان الإسلامية وجمهورية أفغانستان الإسلامية الحالية.

## الخلفية
تأسست المنظمة لأول مرة في كابول في عام 1977 كمنظمة اجتماعية وسياسية مستقلة للنساء الأفغانيات اللواتي يناضلن من أجل حقوق الإنسان والعدالة الاجتماعية، ثم نقلت المنظمة أجزاء من عملها خارج أفغانستان إلى باكستان وأقامت قاعدتها الرئيسية هناك للعمل من أجل النساء الأفغانيات.

## المؤسس
تأسست المنظمة من قبل مجموعة من النساء الأفغانيات بقيادة مينا كيشوار كمال، التي وضعت في سن 21 أسس المنظمة من خلال عملها في تعليم النساء. في عام 1979، بدأت مينا حملة ضد الاحتلال السوفيتي والحكومة المدعومة من الاتحاد السوفيتي لأفغانستان. في عام 1981، أطلقت مجلة بايام - ي - زان النسائية. في نفس العام، زارت فرنسا لحضور مؤتمر الحزب الاشتراكي الفرنسي. كما أنشأت مدارس للأطفال اللاجئين الأفغان ومستشفيات ومراكز حرفية للنساء اللاجئات في باكستان. أدت أنشطتها وآرائها وكذلك عملها ضد الحكومة والأصوليين الدينيين إلى اغتيالها في 4 فبراير 1987.

## النشاطات المبكرة
تضمنت الكثير من جهود المنظمة في التسعينيات عقد ندوات ومؤتمرات صحفية وأنشطة أخرى لجمع الأموال في باكستان. كما المنظمة مدارس سرية ودور أيتام ودورات تمريض ومراكز للحرف اليدوية للنساء والفتيات في باكستان وأفغانستان، وقاموا سرًا بتصوير نساء يتعرضن للضرب وحتى الإعدام في شوارع أفغانستان على أيدي هيئة الأمر بالمعروف والنهي عن المنكر. حُظرت أنشطة المنظمة من قبل كل من طالبان والجبهة الإسلامية المتحدة (التحالف الشمالي)، لكنهم استمروا، ونشروا أعمالهم في مجلتهم الخاصة.

## المنظمة بعد عدوان 2001
تنتقد المنظمة بشدة تدخل الناتو الذي بدأ في عام 2001، بسبب ارتفاع معدل الإصابات بين السكان المدنيين، وذهبت المنظمة إلى حد التهديد بمقاضاة حكومة الولايات المتحدة بسبب استخدامها لأربع صور من موقعها على الإنترنت وتوظيفها في نشر بروباغندا معينة في عدة مدن مختلفة في أفغانستان خلال عدوان 2001.
بعد هزيمة حكومة طالبان، حذرت المنظمة من أن القوات الأفغانية المتحالفة مع الناتو كانت أصولية وخطيرة مثل طالبان، وهم يتهمون الحكومة التي يقودها الرئيس حامد كرزاي بأنها تفتقر إلى الدعم في معظم المناطق، وأن الأصوليين يطبقون القوانين بشكل غير عادل للنساء كما كان الحال في ظل حكم طالبان. دُعمت هذه المزاعم بتقارير إعلامية عن حكومة هيرات برئاسة إسماعيل خان، التي أنشأت لجنة الأمر بالمعروف والنهي عن المنكر التي تجبر النساء على الانصياع لقواعد اللباس والسلوك الصارمة، بالإضافة إلى العديد من تقارير هيومن رايتس ووتش. يصف أحد التقارير الذي أصدرته هيومن رايتس ووتش في عام 2012 حالة تعاقب فيها النساء من قبل النظام القضائي لمحاولتهن الهروب من العنف الأسري وحالات الاغتصاب في بعض الأحيان، وتقول إن كرزاي غير قادر على اتخاذ موقف ثابت ضد القوى المحافظة داخل البلاد، وأن عدم حدوث تحسن في حالة المرأة في أفغانستان بعد عشر سنوات هو أمر مروع.

## الأنشطة الأخيرة
تجمع المنظمة الأموال لدعم المستشفيات والمدارس ودور الأيتام ولا تزال تدير العديد من المشاريع في باكستان وأفغانستان، بما في ذلك مشروع بالاشتراك مع دار رعاية الأيتام. في الآونة الأخيرة، استأنفت المنظمة مهمتها داخل أفغانستان ونظمت بعض أحداثها في كابول. لقد عقدوا أحداثًا سنويًا في اليوم العالمي للمرأة منذ عام 2006.
في 27 سبتمبر 2006، ظهرت إحدى الأعضاء في المنظمة لأول مرة ضمن مناظرة على قناة تلفزيونية أفغانية محلية، وأجرت نقاشًا مع ممثل جماعة أصولية إسلامية متشددة، ووصفت كبار قادة الجماعات الإسلامية بمجرمي الحرب والمسؤولين عن المأساة المستمرة في أفغانستان.
في 7 أكتوبر 2006، نظمت بعثة المرأة الأفغانية حدثًا بهدف جمع التبرعات للمنظمة في لوس أنجلوس، كاليفورنيا. كانت إيف إنسلر الضيف الرئيسي وكانت مقدمة البرامج الإذاعية سونالي كولهاتكار وزويا، من بين المتحدثين. (زويا) هو اسم مستعار لإحدى أعضاء اللجنة في المنظمة الخارجية التي سافرت إلى العديد من البلدان، بما في ذلك الولايات المتحدة وإسبانيا وألمانيا. في عام 2003، لاقت استحسان دولي لسيرتها الذاتية: قصة زويا - معركة امرأة أفغانية من أجل الحرية. في يونيو 2008، أدلت زويا بشهادتها أمام لجنة حقوق الإنسان في البرلمان الألماني (البوندستاغ) لإقناع الحكومة الألمانية بسحب قواتها من أفغانستان.
في عام 2009، أدانت المنظمة وجماعات حقوق المرأة الأخرى بشدة (قانون الأسرة الشيعي) الذي يشرعن اغتصاب الزوجات داخل المجتمعات المسلمة الشيعية في شمال أفغانستان، فضلًا عن تأييد زواج الأطفال. وبالإضافة إلى ذلك، فإن (قانون الأسرة) الجديد يكرس أيضًا الوضع القانوني التمييزي في سياق الميراث والطلاق ضد المرأة.
في فبراير 2012، احتفلت المجموعة بالذكرى السنوية الخامسة والعشرين لوفاة مينا كيشوار كمال، بمشاركة تجمع من النساء في كابول. في أغسطس 2012، كانت ممثلة المنظمة هي المتحدثة الرئيسية في المؤتمر السنوي للمحاربين القدامى من أجل السلام في جامعة ميريلاند.

## الاعتراف
فازت المنظمة حتى الآن بـ 16 جائزة وشهادة من جميع أنحاء العالم لعملها من أجل حقوق الإنسان والديمقراطية، منها: جائزة حقوق الإنسان الآسيوية السادسة - 2001، جائزة الجمهورية الفرنسية للحرية والمساواة والأخوة لحقوق الإنسان 2000، جائزة إيما همفريز التذكارية لعام 2001، غلامور وومن لعام 2001، الجائزة الدولية للصحافة من جامعة جونز هوبكنز 2001، شهادة تقدير خاصة من الكونغرس من الولايات المتحدة 2004، دكتوراه فخرية من جامعة أنتويرب (بلجيكا) لإنجازات غير أكاديمية بارزة والعديد من الجوائز الأخرى.
شارك عدد من الكتّاب المعروفين والناشطين في حقوق الإنسان آراءهم حول المنظمة في كتاب
بكل قوتنا: الجمعية الثورية لنساء أفغانستان من تأليف الكاتبة آن برودسكي، منهم: كاثا بوليت، مؤلفة موضوع نقاش: العقل والمعارضة حول المرأة والسياسة والثقافة؛ أحمد رشيد مؤلف طالبان والجهاد وأسماء جاهانجير، الناشطة البارزة في مجال حقوق المرأة في باكستان، عبّر كل منهم عن دعمه للمنظمة.